# Шаразор (еялет)
35°28′00″ пн. ш. 44°19′00″ сх. д. / 35.466666666667° пн. ш. 44.316666666667° сх. д.
Еялет або пашалик Шаразор (осман. ایالت شهر زور) — адміністративно-територіальна одиниця Османської імперії. Існував у 1554—1862 роках. Утворився внаслідок завоювання Османською імперією частини Курдистану (на теперішніх землях Іраку та Ірану). У 1862 році увійшов до складу Багдадського еялету.

## Історія
У 1554 році під час третьої військової кампанії в ході війни з Персії султан Сулейман I Пишний підкорив частину курдських еміратів. Тут було утворено бейлербейство Шаразор. У 1555 році Мир в Амасьї підтвердив османські завоювання. Столицею стало місто Кіркук. У 1591 році перетворено на Шаразорський еялет.
Тривалий час на посаду бейлербеїв (пашів) призначалися очільники дрібних курдських еміратів. В їх завдання входило захист кордонів османського Іраку від військ Персії. Також паші-еміри вели постійні війни з курдськими емірами, що визнавали зверхність перських шахів.
У часи послаблення центральної влади паші еялету фактично були незалежними, вели власну політику та війни. Цим скористався перський шах Аббас II, який у 1625 році захопив Шаразор. Але вже у 1629 році османські війська на чолі із великим візиром Газі Екрем Гусрев-пашею відвоювали усі міста та відновили межі еялету, що було закріплено Зухабською угодою 1639 року.
До XVIII ст. пашами були представники роду Бабан. У 1720-х роках внаслідок чергової кризи посилилися відцентрові тенденції. Цим скористалися паші Багдаду, що утворили напівнезалежну державу. До 1730 року встановили владу в Шаразорі, обмеживши права емірів Бабан. У 1784 році столицю еялету перенесено до Сулейманії.
Наміри багдадських пашів зміцнити в еялеті свою владу зумовили повстання курдських племен. У 1806 році повстали еміри-паші Шаразору. Лише у 1818 році вдалося придушити повстання та встановити владу Багдаду. У 1831 році з відновлення султанського урядування в Іраку було повернуто права курдських емірів у Шаразорі.
Але вже після 1840 року, коли вдалося відвернути загрозу з боку Єгипту, розпочалися реформи зі зміцнення центральної влади. Вони наштовхнулися на курдський спротив. У 1844 році Ахмед-паша повстав в Шаразорі. У 1847 році його було переможено, а 1850 року після остаточної перемоги над родом Бабан автономний статус провінції скасовано. Став частиною Курдистанського еялету. У 1862 році Шаразор було приєднано до еялету Багдад.

## Структура та адміністрація
Складався з 22 санджаків: Шаразор, Ербіль, Саруджек, Кешан, Шехербазар, Дженгулех, Джебельхамрін, Хазармардуд, Алхуран, Меркарех, Хазир, Рудін, Тілтарі, Себех, Зенджир, Аджуб, Абрумаз, Пак, Пертелі, Білкас, Авшні, Кара-Газі.
До початку XVIII ст. у містах не розташовувалися турецькі залоги, населення було позбавлено необхідності сплачувати податки до скарбниці султана, тут також не поширилася тімарна система. Існувало 100 зеаметів, що належали курдським феодалам
Збереглася традиційна система керування для цього регіону. У 1720-х роках внаслідок посилення влади Багдаду тут відбулося обмеження прав емірів. У 1840-х роках влада переходить до османських чиновників.